# أحمد إبراهيم (لاعب كرة سلة)
أحمد إبراهيم (18 فبراير 1992 ببيروت في لبنان - ) هو لاعب كرة سلة لبناني في مركز هجوم صغير الجسم. لعب مع Rice Owls men's basketball ‏.

## وصلات خارجية
- أحمد إبراهيم على موقع الاتحاد الدولي لكرة السلة (الإنجليزية)
- أحمد إبراهيم على موقع كرة السلة الأوروبية.كوم (الإنجليزية)
- أحمد إبراهيم على موقع كلية كرة السلة في سبورتس رفرنس.كوم (الإنجليزية)
- أحمد إبراهيم على موقع ريلجم (الإنجليزية)
- أحمد إبراهيم على موقع بروبوليرز (الإنجليزية)